# (26757) Bastei
(26757) Bastei (2001 KU17) – planetoida z grupy pasa głównego asteroid okrążająca Słońce w ciągu 4,16 lat w średniej odległości 2,58 j.a. Odkryta 20 maja 2001 roku.